# Vlková
Vlková (bis 1927 slowakisch „Farkašovce-Levkovce“ – 1927 bis 1948 „Farkašovce“; deutsch Farksdorf, ungarisch Farkasfalva) ist eine Gemeinde in der Ostslowakei.
Der Ort wurde 1278 zum ersten Mal schriftlich als Farkasfolwa erwähnt.
Zur Gemeinde gehört der 1892 eingemeindete Ort Levkovce (deutsch Ladensdorf, ungarisch Lök, nordöstlich des Ortes gelegen).

## Bevölkerung
| Jahr                | 1994 | 2004    | 2014     | 2024     |
| ------------------- | ---- | ------- | -------- | -------- |
| Anzahl der Personen | 600  | 649     | 728      | 976      |
| Unterschied         |      | +8,16 % | +12,17 % | +34,06 % |

| Jahr                | 2023 | 2024    |
| ------------------- | ---- | ------- |
| Anzahl der Personen | 952  | 976     |
| Unterschied         |      | +2,52 % |

## Sehenswürdigkeiten
- Zwei Kastelle der Familie Wieland (Spätbarock und Renaissance)
- katholische Kirche von 1779